# 林耀基
林耀基（1937年—2009年3月16日），男，广东台山人，中国当代音乐家、小提琴家、小提琴教育家。

## 生平
1960年毕业于中央音乐学院，后赴苏联莫斯科音乐学院学习。归国后从事小提琴教育，培养了一批著名小提琴家。于北京时间2009年3月16日凌晨心脏病突发在北京逝世。

## 培养的小提琴家
- 李传韵
- 楊天媧
- 薛伟

## 家庭
- 外孙女：林冰，艺名“Laufey”，冰岛籍华裔音乐家，第66屆葛萊美獎获最佳传统流行歌唱专辑奖。